# Loge Spectrum
Loge Spectrum is een Nederlandse vrijmetselaarsloge, opgericht in 1981 in Amersfoort. Zij is gehuisvest in het logegebouw Jacob van Campen. Zij werkt als broederschap onder het Grootoosten der Nederlanden. De naam verwijst naar de kleuren van het lichtspectrum.

## Logegebouw
De eerste vrijmetselaarsloge die in Amersfoort in 1875 werd opgericht is genoemd naar bouwmeester Jacob van Campen en is nog steeds onder die naam actief. In 1875 kocht zij een voormalige synagoge in de binnenstad van Amersfoort om als werkplaats te dienen. In 1900 liet men een nieuw gebouw oprichten met als doel daarin de werkzaamheden te kunnen uitvoeren. Architect W. van Schaik tekende de bouwplannen voor het inmiddels monumentale pand aan de Van Persijnstraat. Ten tijde van de bouw was de omgeving nog volkomen onbebouwd en daardoor was het mogelijk het gebouw te oriënteren op het oosten. Dit heeft een symbolische betekenis binnen de vrijmetselarij. Het pand is eigendom van een stichting, die het onderhoud en exploitatie verzorgt. Behalve de  Loge Jacob van Campen en Loge Spectrum wordt het gebouw thans ook gebruikt door Loge Thorhem, Loge Eemland, Loge Salomo en Loge Blazing Star.

## Oprichting
In 1981 werd op initiatief van een aantal broeders uit loge 'Jacob van Campen' besloten een nieuwe loge op te richten. De moederloge 'Jacob van Campen' was inmiddels te groot geworden voor de beschikbare ruimte. De naam 'Spectrum' werd gekozen om aan te duiden dat alle broeders hun eigen licht meebrachten en daardoor een spectrum aan licht vormden. Momenteel telt de loge 35 tot 40 leden die elke donderdagavond samenkomen in het logegebouw te Amersfoort.

## Werkzaamheden
Gedurende het werkjaar, dat loopt van september tot juni, komt de loge wekelijks bijeen. Er wordt onderscheid gemaakt tussen comparities en open loges.